# Radialdäck

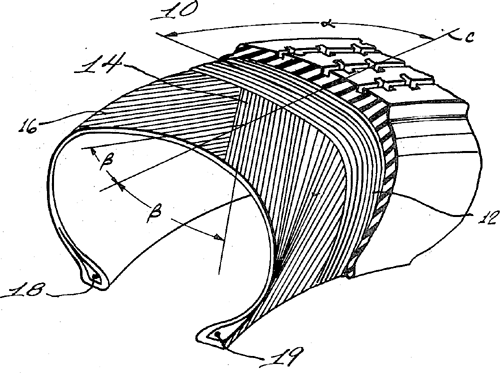
Tvärsnitt av ett däck. Nummer 12 anger det radiella lagret. Nummer 14 och 16 är förspänningslager.

Radialdäck är däck vars armering, korden, är orienterad parallellt med hjulets radier, det vill säga tråden är tvärgående till hjulets rullriktning.
På 1970-talet övergick de flesta tillverkare till radialdäck. De första var Michelin och Pirelli och radialdäckkonstruktionen klättrade till 100 procent marknadsandel i Nordamerika efter att konsumentrapporter 1968 fann överlägsen radiell design, som blev standard 1976.

## Historik
De första radialdäcksformerna patenterades 1914 av G. H. Hamilton och T. Sloper -patent № 467 inlämnat i London, och 1916 av Arthur W. Savage, däcktillverkare (1915–1919), skjutvapenkonstruktör och uppfinnare i San Diego, Kalifornien - US patent 91, CA - US patent 91. Några faktiska produkter skapades dock inte.
Michelin i Frankrike konstruerade, utvecklade, patenterade och kommersialiserade radialdäcket. Det första Michelin X radialdäcket för bilar utvecklades 1946 av Michelinforskaren Marius Mignol. Det finns inga tecken på att den tidigare revisorn, som blev forskaren, Mignol hade kunskap om Hamiltons eller Savages tidigare arbete när han började sina experiment 1941.
Michelin ägde den ledande biltillverkaren Citroën, så de kunde snabbt introducera sin nya design, bland annat på den nya 1948 års Citroën 2CV-modell. År 1952 utvecklade Michelin ett radiellt lastbilsdäck.
På grund av dess betydande fördelar i hållbarhet och bränsleekonomi spreds denna teknik snabbt i Europa och Asien på 1950- och 1960-talen.
År 1968 noterade Consumer Reports, en inflytelserik amerikansk tidskrift, överlägsenheten hos radialdäcksdesignen, och dokumenterade dess längre slitbanelivslängd, bättre styregenskaper och mindre rullmotstånd, vilket förbättrar bränsleekonomin.
År 1970 tillverkade Ford Motor Company det första amerikansktillverkade fordonet med radialdäck som standardutrustning, Michelindäck monterade på Continental Mark III.
År 1974 stod Charles J. Pilliod, Jr., den nya VD:n för Goodyear Tire and Rubber Company, inför ett stort investeringsbeslut angående verktyg för radialdäcket, efter 1973 års oljekris. Trots kraftig kritik vid den tiden investerade Pilliod mycket i nya fabriker och verktyg för att bygga radialdäcket. Idag är det bara Goodyear, Cooper, Titan och Specialty Tyres of America som är oberoende bland amerikanska däcktillverkare och radialen har praktiskt taget ersatt alla andra konstruktionsmetoder för bildäck på marknaden. Sam Gibara, som ledde Goodyear från 1996 till 2003, har noterat att utan Pilliods agerande, skulle Goodyear "inte funnits idag."
År 1974 utvecklade Pirelli det breda radialdäcket på begäran av Lancias rallyracingteam för ett däck för att klara kraften i den nya Lancia Stratos och året därpå introducerade Pirelli ett brett däck med en reducerad sidohöjd som en slick, men med en radiell konstruktion för Monte Carlo Rally-vinnande verk Stratos.
Bias-däck används fortfarande på släpvagnar på grund av deras viktbärande förmåga och motståndskraft mot att svaja vid bogsering.
För flygplan sker övergången långsammare, eftersom däcken är certifierade tillsammans med flygplanet. En radial har mindre material i sidoväggen, så den väger mindre, går svalare och håller längre. För mindre plan ger bias-däck mer stabilitet vid högre hastigheter och har starkare sidoväggar.
År 2006 lanserade Nokian Heavy Tyres som första tillverkare ett radialdäck (Nokian Forest Rider) för medelstora kortvirkesmaskiner. Det hade dittills varit omöjligt att använda radialkonstruktion i denna typ av däck. Tack vare NHT:s patenterade sidoförstärkning lyckades man med konstruktionen. 

## Konstruktion
En serie skikt förstärker ett däck. Utan detta skulle ett däck vara flexibelt och svagt. Nätverket av skikt som ger däcket styrka och form kallas stommen. Sedan 1960-talet har alla vanliga däck en stomme av kord av polyester, stål eller andra textilmaterial, inlagda med flera lager gummi.
Tidigare byggdes tyget upp på en platt ståltrumma, med trådar i vinklar på cirka +60 och −60 grader från färdriktningen, så de korsade varandra. De kallades korsskikt eller biasskiktdäck. Lagren vändes upp runt ståltrådsändarna och den kombinerade slitbanan/sidoväggen applicerades. Det gröna (ohärdade) däcket lades över en härdningsblåsa och formades till önskad form. Denna formningsprocess gjorde att trådar i däcket antog en S-form från ände till ände. Vinkeln under slitbanan, kronvinkeln, sträckte sig ner till ca 36 grader. I sidoväggsområdet var vinkeln 45 grader, och i strängen förblev den vid 60 grader. Den låga kronvinkeln gav styvhet för att stödja slitbanan och den höga sidoväggsvinkeln gav komfort. För att öka styrkan skulle tillverkaren öka antalet lager och värmeuppbyggnaden i däcket.
Som jämförelse kan nämnas att radialdäcken lägger alla skiktlager i 90 grader mot färdriktningen (det vill säga tvärs över däcket från läpp till läpp). Denna konstruktion undviker att skikten skaver mot varandra när däcket böjs, vilket minskar däckets rullfriktion. Detta gör att fordon med radialdäck kan uppnå bättre bränsleekonomi än med biasskiktdäck. Det står också för det lite "low on air" (utbuktande) utseendet som radialdäckens sidoväggar har, speciellt jämfört med biasskiktdäck.
Med endast radiella trådar skulle ett radialdäck inte vara tillräckligt styvt vid kontakt med marken. För att lägga till ytterligare styvhet är hela däcket omgivet av ytterligare bälten orienterade närmare färdriktningen, men vanligtvis i någon "spiral" vinkel. Dessa bälten kan vara gjorda av stål (därav termen stålbältad radiell), polyester eller aramidfibrer som Twaron eller Kevlar.
På detta sätt separerar låga radialdäck däckstommen i två separata system:
- De radiella linorna i sidoväggen gör att den fungerar som en fjäder, vilket ger flexibilitet och åkkomfort.
- -De styva stålbältena förstärker slitbaneområdet, vilket ger hög körsträcka och prestanda.

Varje system kan sedan optimeras individuellt för bästa prestanda.